# Комаров, Павел Валерьевич
Комаров, Павел Валерьевич, (род. 20 мая 1986 г., Воронеж, РСФСР, СССР) — российский пловец, мастер спорта международного класса по плаванию и мастер спорта по морскому многоборью, участник экстремальных заплывов по открытой воде.

#### Плавание
Член национальной сборной России по плаванию.

В 2004 участвовал в юношеском Чемпионате Европы по плаванию в Лиссабоне, Португалия, где занял первое место в комбинированной эстафете 4 × 100 метров, второе место на дистанции 50 метров на спине и два третьих места на дистанциях 100 и 200 метров на спине..

В 2004-2009 годах неоднократно становился финалистом этапов Кубка мира на дистанциях 50, 100 и 200 метров на спине.

Имеет звание мастера спорта России международного класса (МСМК) по плаванию.

#### Морское многоборье
Был членом сборной команды Тихоокеанского флота по морскому многоборью, которая неоднократно становилась лучшей в стране.
В 2012 г. в составе сборной России стал Чемпионом Европы, а в 2013 — Чемпионом мира по морскому многоборью в Севастополе.

Имеет звание мастер спорта России по морскому многоборью.

#### Плавание по открытой воде
После завершения спортивной карьеры в традиционном плавании (в бассейне), принимал участие в ряде экстремальных заплывов по открытой воде.
- В 2017 и 2018 побеждал в марафонских заплывах на 12 километров через Амурский залив во Владивостоке.[18][19]
- В 2019 победил в заплыве через Амурский залив в категории "Классик" (без ласт).[20] А в 2021 преодолел эту дистанцию дважды за один день, туда и обратно[21]
- В 2019 преодолел залив Босфор Восточный в наручниках (3 километра от острова Скрыплёва до острова Русский). Проплыв имитировал побег из тюрьмы, расположенной на острове Скрыплёва.[22][23][24][25][26]
- В 2020 принял участие в беспрецедентном опасном заплыве через озеро Байкал. 5 участников преодолели 50 км в холодной воде без гидрокостюмов. Проплыв занял 16 часов 11 минут, температура воды опустилась за время заплыва с 14 °C до 6 °C.[27][28][29][30][31] Заплыв был номинирован на звание Заплыва 2020 года [32] Международной ассоциацией плавания по открытой воде World Open Water Swimming Association.[33][34]
- Также в 2020 вместе с пловцами X-WATERS принимал участие в организации крупнейшей серии проплывов по открытой воде "Обними Россию", в ходе которой участники в течение одного дня (от рассвета до заката) проплыли дистанции во Владивостоке и в Калининграде.[35]
- В 2020 принял участие в масштабном заплыве — 160 километров в акватории Залива Петра Великого, посвященном 160-летию Владивостока. В ходе эстафетного заплыва 15 участников вплавь преодолели архипелаг островов императрицы Евгении, пролив Старка, Амурский пролив, остров Римского-Корсакова.[36][37][38][39]
- В сентябре 2020 участвовал в проплыве вокруг острова Русский. Эстафетный заплыв длился 75 километров и был посвящён 75 годовщине победы во Второй мировой войне. В местной прессе заплыв был назван "Русская кругосветка".[40]
- В 2018-2022 неоднократно становился победителем и призёром национальных и международных соревнований по зимнему плаванию.[41][42][43][44][45]

В настоящее[когда?] время занимается тренерской работой и продолжает участвовать в экстремальных заплывах.